# 海女房

鳥取県境港市・水木しげるロードに設置されている「海女房」のブロンズ像。

海女房（うみにょうぼう）は島根県出雲地方に伝わる妖怪。磯女に類するもの。

## 概要
出雲の伝承では、赤ん坊を抱いた化物とされている。人間の言葉を話す者もいるという。海で水死した女性の化身、海坊主の妻などの説がある。
水木しげるによる妖怪画では、鱗とひれを持つずんぐり太った海女房が魚を食べている姿で描かれており、水木しげるロードの彫像も同様である。
宝永時代の本草書『大和本草』には、「海夫人、海女房、俗にこれを人魚という」と記述があるため、人魚の異名とする解釈もあるが、これと出雲の伝承にある海女房とは異なるとの指摘もある。

## 伝承
- 島根県の十六島。ある漁師の家で老人が留守番をしていたところ、窓から怪しげな眼が覗いているのに気づいた。とっさに隠れて様子を窺っていたところ、赤ん坊を抱いた海女房が家に入ってきて、片手で赤子を抱いたまま、もう片方の手でサバの塩漬けの桶の重石を軽々と持ち上げ、赤子と共に塩漬けを食べた。最後に「あの爺はどこだ。口直しに食いたかったのに」と言い残して去って行ったという[1]。
- 岩手県の三陸海岸の村でのこと。海に出た漁師たちが帰って来ないため、その妻たちが彼らの安否を気遣っていたところ、海女房が人間に化けて現れた。持参した風呂敷包みを開くと、そこには漁師たちの生首が入っていた。漁師たちが海で事故に遭って溺れ死んだので運んできたという。妻たちは悲鳴を上げ、悲嘆のあまり海へ身を投げた。彼女らは皆、海女房に化身したという[注 1][3]。
- ある少年の両親がわけあって離縁し、母親の方が家を去った。残された息子はその後成長し、漁師となった。彼が海へ出ると、海女房が現れた。彼を目にした海女房は涙を流し「よく育ったな」と言った[3]。